# Jean Bourgain

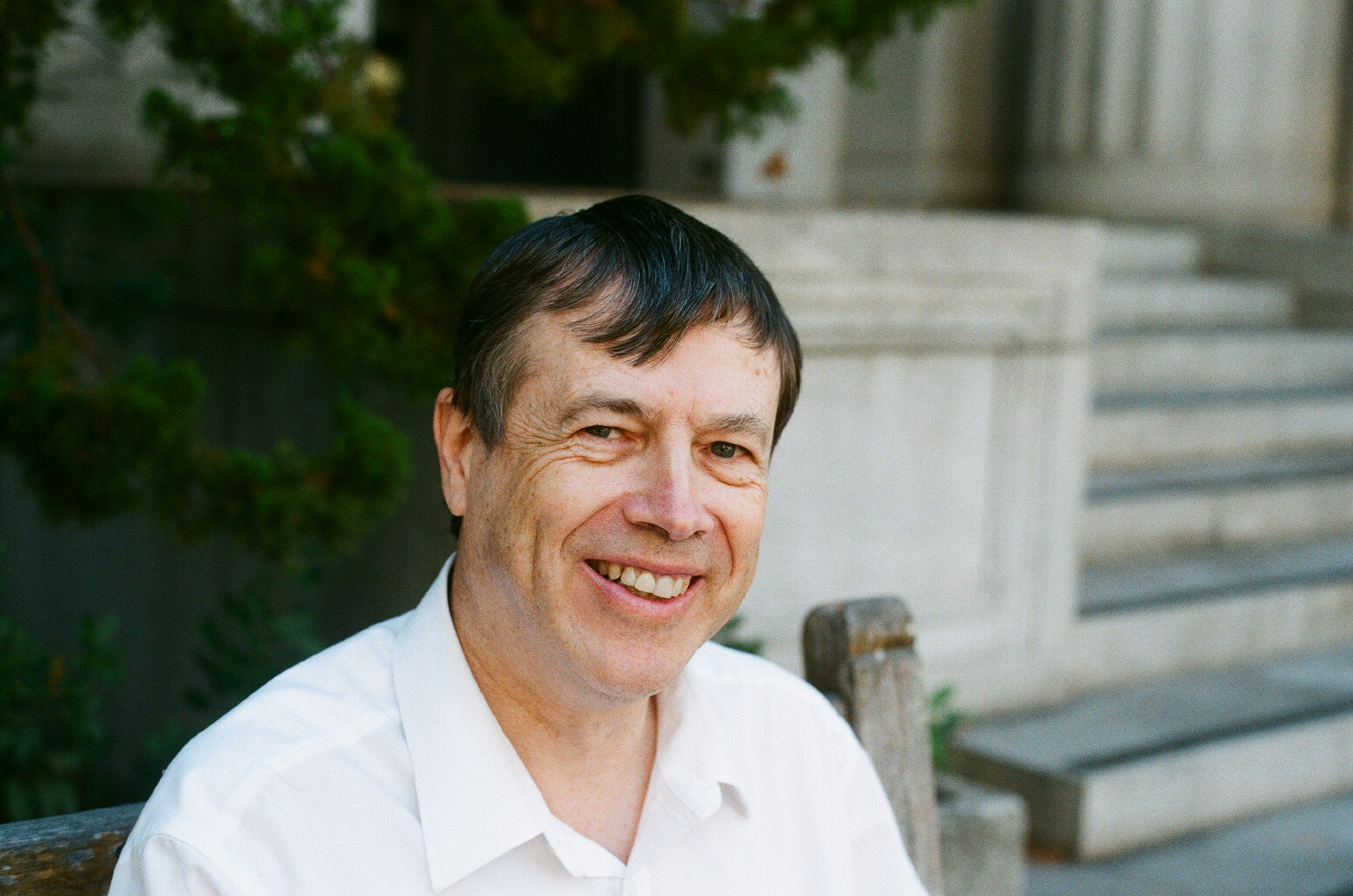
Jean Bourgain in 2012

Jean Louis baron Bourgain (Oostende, 28 februari 1954 - Bonheiden, 22 december 2018) was een vooraanstaande Belgische wiskundige.

## Studie en loopbaan
Jean Bourgain werd geboren als zoon van Marguerite Reuse en Réné Bourgain, die beiden arts waren. Toen hij vijftien was, ontdekte een leraar aan het atheneum wat voor een wiskundig genie in hem schuilging. Na de humaniora aan het Koninklijk Atheneum in Oostende begon Jean Bourgain wiskunde te studeren aan de Vrije Universiteit Brussel. In 1977, op slechts 23-jarige leeftijd, promoveerde hij daar tot doctor in de wiskunde onder de supervisie van Freddy Delbaen. Hij werkte zijn proefschrift (Meetbare beschrijving van Baire verzamelingen) in ongeveer één jaar af. In 1981 werd hij tot professor aan de VUB benoemd.
Van 1985 tot 2006 was hij professor aan de Universiteit van Illinois te Urbana-Champaign en tegelijkertijd (van 1985 tot 1995) ook professor aan het Institut des hautes études scientifiques in Bures-sur-Yvette ten zuiden van Parijs. In 1988 werd hij de Lady Davis Professor of Mathematics aan de Hebreeuwse Universiteit van Jeruzalem. In 1991 werd hij de Fairchild Distinguished Professor aan het California Institute of Technology.
Sinds 1994 was hij een van de acht vaste leden van de hoog aangeschreven School of Mathematics van het Institute for Advanced Study in Princeton.
Vanaf 2014 woonde hij in Edegem.  Hij overleed in het Imeldaziekenhuis in Bonheiden op 22 december 2018 na een lange strijd tegen kanker en werd gecremeerd op 29 december 2018.
Jean Bourgain heeft een zoon.

## Werk
Hij was actief in verschillende deelgebieden van de wiskundige analyse, zoals de meetkunde van Banachruimten, harmonische analyse, analytische getaltheorie, combinatoriek, ergodentheorie en in de niet-lineaire partiële differentiaalvergelijkingen, zoals de periodieke niet-lineaire schrödingervergelijking. Op dit laatste deelgebied heeft hij een serie van nieuwe technieken ontwikkeld en verrassende verbanden gevonden, die richting geven aan een verdere ontwikkeling van het onderzoek. Hij bewees de eenduidigheid van de oplossingen voor het beginvoorwaardeprobleem van de Korteweg-de Vries-vergelijking. In 2015 bewees hij samen met Ciprian Demeter en Larry Guth de middelwaardestelling van Vinogradov in de analytische getaltheorie.
Hij was lid van de Academia Europaea, de Académie des Sciences, het Institut de France, de National Academy of Sciences, de Poolse Academie van Wetenschappen en de Koninklijke Zweedse Academie voor Wetenschappen.

## Prijzen en eredoctoraten
In 1983 kreeg hij de Salem-prijs. In 1985 kreeg hij zowel de hoogste wetenschappelijke prijs in België, de Damry-Deleeuw-Bourlart-prijs, als de door de Franse Academie van Wetenschappen toegekende Paul-Langevin-prijs voor de wiskunde. In 1986 was hij een van de laureaten van het Nationaal Fonds voor Wetenschappelijk Onderzoek. In 1990 kreeg hij eveneens van de Academie van Wetenschappen de Elie-Cartan-prijs. In 1991 kreeg hij de Ostrowski-prijs.
In 1994 ontving hij de Fields-medaille voor zijn werk op gebied van de meetkunde van de Banachruimten, de convexiteit in hogere dimensies en de Hilbert-subruimtes, een complex deel van de abstracte wiskunde, waarbij hij het L(p)-probleem voor duale ruimtes in de harmonische analyse heeft opgelost. In 2010 werd hij gelauwerd met The Shaw Prize.
Sinds 2000 was Bourgain geassocieerd lid van de Franse Academie van Wetenschappen en buitenlid van de Poolse Academie van Wetenschappen. Hij was eredoctor aan de Hebreeuwse Universiteit van Jeruzalem, de Universiteit van Marne-La-Vallée en de Vrije Universiteit Brussel.
In 2012 won hij samen met Terence Tao de Crafoordprijs voor wiskunde.
Op 25 oktober 2016 werd hij opgenomen in de erfelijke Belgische adel met de persoonlijke titel van baron.
Hij ontving in 2016 de 2017 Breakthrough Prize in Mathematics.
In 2018 werd de Leroy P. Steele Prize for Lifetime Achievement aan hem toegekend.
- Bibsys: 90138970
- Bibliothèque nationale de France: cb14453366x (data)
- CiNii: DA01474237
- DBLP: 96/6288
- Gemeinsame Normdatei: 109854780
- International Standard Name Identifier: 0000 0001 0973 3284
- Library of Congress Control Number: n81115866
- Mathematics Genealogy Project: 63054
- Nationale Bibliotheek van Tsjechië: jcu2011672760
- Nationale bibliotheek van Australië: 36356992
- Nationale Bibliotheek van Israël: 987007432843505171
- Nederlandse Thesaurus van Auteursnamen: 068716982
- Réseau des bibliothèques de Suisse occidentale: 02-A003032014
- Système universitaire de documentation: 059705760
- Trove: 1250486
- Virtual International Authority File: 54369598
- WorldCat: E39PBJyCMdGCJ6GYJyBfC6JhpP